# Action catholique des milieux indépendants
Pour les articles homonymes, voir ACI.
L'Action catholique des milieux indépendants (ACI), fondée par Marie-Louise Monnet, est un mouvement chrétien français s’adressant aux milieux indépendants.

## Organisation
L'Action catholique des milieux indépendants est un mouvement « apostolique au sein de l'Église catholique » comme les autres mouvements d'action catholique. Lié à la Conférence des évêques de France il regroupe des équipes de base de laïcs, ouvertes, en lien avec des clercs. L'objectif est d'évangéliser, de pratiquer une relecture de vie et de participer à la réflexion de l'Église. En plus de la relecture de vie avec des temps de méditations de la parole en lien avec la vie et la société, le mouvement choisit un thème « d'enquête » annuel,.
L'ACI comptait en 2017 environ 8 000 membres. Elle est confrontée depuis plusieurs années à un vieillissement et à une forte baisse de ses effectifs : en effet, l'ACI revendiquait encore près de 15 000 membres en 2009.

## Historique
Dans le sillage des mouvements d'action catholique voulus par Léon XIII et Pie XI, l'action catholique s'organise par milieux (monde ouvriers, Jeunesse ouvrière chrétienne (JOC), enfance, secteur agricole, femmes). En 1931, en retraite à Lourdes, Marie-Louise Monnet, sœur de Jean Monnet, née en 1902 à Cognac dans une famille d'industriels du cognac, en assistant à une célébration de la JOC, forme le projet de créer un mouvement équivalent pour les femmes des milieux de la bourgeoisie : les apôtres immédiats des ouvriers seront des ouvriers ; les apôtres du monde industriel et commerçant seront des industriels et des commerçants[pas clair]. En 1935 elle crée la Jeunesse indépendante chrétienne féminine (JICF) puis en 1938 Les ainées de la JICF qui devient en 1939 l'Action catholique féminine des milieux indépendants, puis, après une décision de l'assemblée des cardinaux et archevêques en 1941, l'Action catholique des milieux indépendants, mouvement national à deux branches, masculine et féminine. Après le deuxième concile œcuménique du Vatican où Paul VI la nomme première auditrice femme laïque du concile, en 1964, elle contribue à fonder le Mouvement international d'apostolat des milieux sociaux indépendants (MIAMSI).
Les évolutions du mouvement sont marquées en 1973, par le débat fédéral de Grenoble, « sur la possibilité de vivre une unité, à partir de groupes de personnes que leur statut, leur âge, leur sexe, leurs options politiques et philosophiques, leurs conceptions de la religion placent en concurrence et divise » ;
En 1982, à Saint-Flour, par le débat sur la question des milieux sociaux et lieux de vie sociale qui vise à une prise en compte de l'évolution de la société[réf. nécessaire]. En 1992/1993, par la fédération dans un texte commun et une rencontre nationale, de l'union des membres du mouvements et dans les années 2000 par les réflexions qui portent sur le renouvellement du mouvement et sur l'importance du témoignage : jeunes adultes, création d'une aumônerie diversifiée formée de prêtres, diacres, religieux et laïcs, préparation du soixante dixième anniversaire.